# Giovanni Piccolomini
Giovanni Piccolomini (ur. 9 października 1475 w Sienie, zm. 21 listopada 1537 tamże) – włoski duchowny, kardynał. Pochodził ze Sieny, był krewnym papieży Piusa II i Piusa III.

## Życiorys
Niewiele wiadomo o jego młodości. W 1500 jego wuj Francesco Todeschini-Piccolomini (późniejszy papież Pius III w 1503), scedował na jego rzecz stanowisko arcybiskupa Sieny, które Giovanni piastował do 7 kwietnia 1529. Uczestniczył w Soborze Laterańskim V. W latach 1516–22 służył jako legat papieski w Republice Sieny i był głównym doradcą miejscowych włodarzy.
1 lipca 1517 papież Leon X kreował go kardynałem prezbiterem tytułu S. Sabina, który krótko potem wymienił go na tytuł kościoła S. Balbinae) w jednym z największych w historii konsystorzy. Uczestniczył w konklawe 1521–1522 i konklawe 1523. Był administratorem diecezji Aquila (1523-25) i Umbriatico (1524-31). 24 lipca 1524 awansował do rangi kardynała biskupa Albano (do 22 września 1531), a następnie Palestriny (22 września 1531 – 26 września 1533), Porto e Santa Rufina (26 września 1533 – 26 lutego 1535) i Ostia e Velletri (od 26 lutego 1535). Znacząco ucierpiał podczas Sacco di Roma w 1527. Uczestniczył w konklawe 1534. W 1537 był legatem a latere razem z kardynałem Alessandro Cesarini, aby w imieniu papieża pogratulować cesarzowi Karolowi V zwycięstwa nad Tunezyjczykami.
Był protektorem artystów i uczonych. Zmarł w Sienie w wieku 62 lat.